# Camila O'Gorman
Camila O’Gorman (1825-1848), membre de la haute société argentine du XIXe siècle fut l’héroïne d’un énorme scandale face au père Ladislao Gutiérrez . Son exécution au cours des dernières semaines de sa grossesse provoqua une vive émotion internationale et contribua à la chute politique du dictateur Juan Manuel de Rosas.

## Biographie
Née à Buenos Aires, Camila était la plus jeune fille d’Adolfo O'Gorman y Perichón de Vandeuil (né vers 1793, Île Maurice, d'un commerçant irlandais et d'Anne Périchon), et de Joaquina Ximenez Pinto (décédée en 1852). Deux de ses frères occupèrent des situations importantes, l’un comme jésuite, l’autre comme officier de police. Camila fréquentait les réceptions du palais présidentiel. Elle était également amie intime et confidente de Manuela Rosas, la fille du chef de l’État.
Peu avant ses vingt ans, Camila fit la connaissance du Père Ladislao Gutierrez, un prêtre jésuite ancien condisciple de son frère au séminaire. Le Père Gutierrez appartenait au même milieu social, son oncle étant gouverneur de la province de Tucuman.
Une liaison clandestine s’établit bientôt entre Camila et le Père Gutierrez. Les amants s’enfuirent à cheval le 12 décembre 1847, et trouvèrent refuge dans la province rebelle de Corrientes. Huit mois plus tard, ils furent découverts et dénoncés par un prêtre irlandais, le Père Michael Gannon. Camila tenta en vain de disculper le Père Gutierrez en déclarant hautement qu’elle avait prise seule l’initiative de cette fuite, démentant les rumeurs d’un enlèvement.
Sur ordre du président Rosas, et en dépit de l'intervention de sa fille Manuela, Camila O’Gorman et Ladislao Gutierrez furent fusillés le 18 août 1848 à la prison de Santos Lugares, près de Buenos Aires. Camilla avait 20 ans, et était enceinte de huit mois. Les circonstances de cette exécution provoquèrent une indignation mondiale.

### Filmographie
- Camila O'Gorman de Mario Gallo (1909)
- Camila, de María Luisa Bemberg, avec Sucú Pecoraro, Imanol Aris et Héctor Alterio (1 h 45). Buenos Aires, 1984.